# Capri-Sun

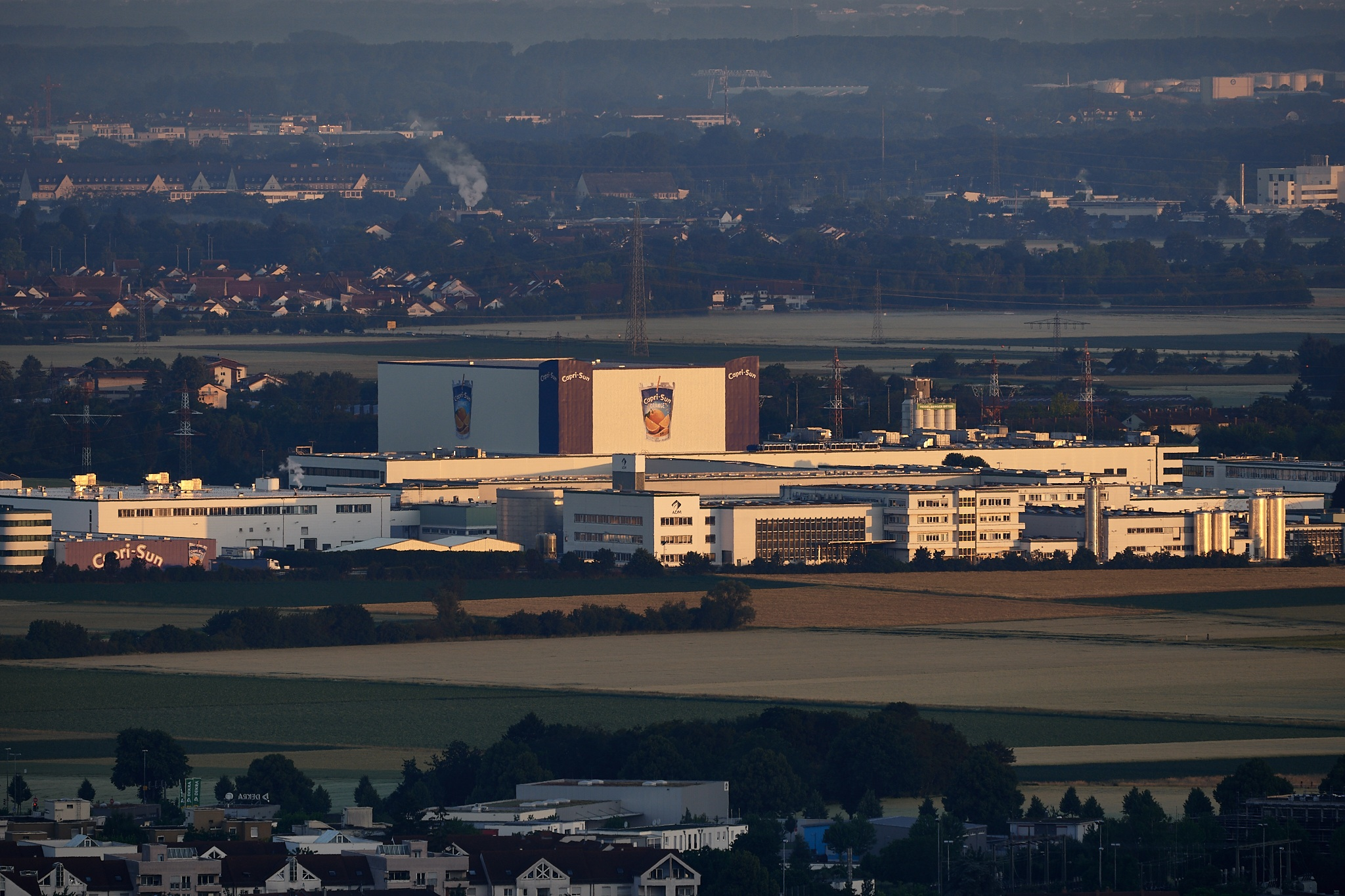
L'aspect extérieur du grand entrepôt à hauts rayonnages a été modelé sur un emballage en carton ondulé pour les sachets stand-up de Capri Sun en termes d'image, de forme et de couleur.

Capri-Sun est une boisson à base d’eau de source, de sucre et de concentré de jus de fruits et qui a été lancée en 1969 en Allemagne par la société Wild avec des arômes d'orange et de citron.
La marque Capri-Sun est détenue aujourd'hui par Capri Sun Group Holding basé en Suisse, qui appartient à Hans-Peter Wild. Le nom Capri fait référence à l’île italienne Capri située dans la baie de Naples.
Elle fait régulièrement l'objet d'attaques sur la qualité nutritionnelle de son produit et l'empreinte environnementale de son emballage.

## Concept
Cette marque de boisson se distingue par son emballage, une petite poche conçue pour ne pas se déchirer. Propriété de la société Capri-Sun AG, la boisson est commercialisée et distribuée par Coca-Cola European Partner en France.
Les premières recettes, citron et orange, sont conçues dès leur lancement sans conservateurs, rendus inutiles par la concentration en sucre proche d'un sirop, sans colorants artificiels et sans arômes artificiels. Le succès de Capri-Sun repose aussi sur son emballage : la poche est résistante et peut par conséquent être emportée partout. Initialement Capri-Sun était uniquement disponible dans une poche de 200 ml avec paille. Certaines variétés de Capri-Sun sont désormais également disponibles en poche et canettes de 330 ml. En 2020, Capri-Sun lance une poche avec un bouchon.
Aujourd'hui, Capri-Sun est produit dans 24 pays et vendu dans plus de 119 pays sous le nom de Capri-Sun. L'assortiment et les dosages varient selon les pays. Capri-Sun propose des variétés qui contiennent moins de sucre.

### Composition
La composition affichée est :
- eau de source
- jus à base de concentré de fruits (12 % dans la gamme standard)
- sucre
- arômes naturels
- antioxydant : acide ascorbique.

## Historique
La boisson a été développée par l'entrepreneur Rudolf Wild, qui possédait une entreprise d'ingrédients alimentaires à base de matières premières naturelles. Capri Sun était censé être un produit saisonnier, mais très vite Capri Sun est devenu une boisson qui se boit tout au long de l’année.
La marque s'est fait connaître au monde entier en 1979 grâce à une publicité avec le boxeur Muhammad Ali. Capri Sun fait assez souvent appel à des personnalités sportives pour sa promotion : depuis 2015, le tennisman Jo-Wilfried Tsonga est un ambassadeur de la marque. Depuis 1980 Capri Sun est également commercialisé en Asie ainsi qu’en Afrique. En 1982, Capri-Sun a été récompensé comme étant le meilleur nouveau produit sur le marché américain. La petite poche a également reçu la très convoitée médaille américaine de l'emballage de l'année. Désormais plus de six milliards de Capri-Sun sont consommés chaque année dans le monde entier. La barre des cinq milliards de poches vendues dans le monde entier a été dépassé en 2004 pour la première fois.
En 1969, Rudolf Wild lance la boisson Capri-Sonne. Les premières recettes, citron et orange, sont conçues dès leur lancement sans conservateurs, sans colorants artificiels, sans arômes artificiels.
En 1979, un spot TV avec le boxeur Muhammad Ali est lancé.
En 1980, Capri-Sonne, qui devient Capri-Sun à l'international, est commercialisé en Asie et en Afrique.
En 1981 et 1982 : l'équipe cycliste belge Capri Sonne se fait remarquer sur les routes du tour de France en remportant quatre étapes.
En 2004, Capri-Sun dépasse la barre des cinq milliards de poches vendues dans le monde entier depuis sa création.
En 2015, Capri-Sun est présent dans 119 pays.
En 2017, la marque annonce 250 millions de gourdes vendues par an.

## Sponsoring et promotion
La marque fait parfois appel à des personnalités sportives pour sa promotion. Ainsi depuis 2015, le tennisman Jo-Wilfried Tsonga est son ambassadeur. De nombreux rappeurs (Jul, Boy Bandit, Edinho, Timal...) s'affichent également avec cette boisson dans leurs clips. Le journal Le Monde note en novembre 2020 que le Capri-Sun est devenu « le nouvel élixir ostentatoire des rappeurs et des gangsters français ».
En septembre 2017, la marque est partenaire du film Le Petit Spirou.

## Critiques

### Nutrition: une eau aromatisée excessivement sucrée
Capri-Sun n'est pas un véritable jus de fruits, mais une boisson contenant une faible quantité de concentré de jus de fruits industriel et d'énormes quantités de sucre : il s'agit donc plutôt, pour les nutritionnistes, d'une « eau aromatisée aux fruits » et surenrichie en sucres artificiels, à la manière des sodas. En conséquence, sa note Nutri-score est la plus mauvaise, E.
En juin 2017, l'association Foodwatch dénonce un ciblage des enfants pour une boisson qu'elle considère très sucrée. En effet, alors que l'emballage la présente comme une « boisson aux fruits et à l'eau minérale », une poche de Capri-Sun (200 mL) contient en réalité 16 grammes de sucres (soit l'équivalent de 3 gros morceaux de sucre par gourde) pour seulement 12% de jus de fruit (déjà dilué),,,. Une seule gourde de Capri-Sun contient ainsi pratiquement la dose maximale de sucre recommandée par l’Organisation mondiale de la santé.

### Emballages: des conséquences environnementales importantes
L'emballage des Capri-Sun est composé de multiples couches (revêtement intérieur en polyéthylène, couche intermédiaire d’aluminium, couche externe en plastique PET) ce qui le rend impossible à recycler avec les équipements actuels des collectivités. D'après l'éco-organisme Eco-Emballages, « d'une façon générale, l’association d’aluminium et de plastique complique fortement voire rend impossible le recyclage des emballages dans un flux de plastiques. Par ailleurs, les poches souples sont difficiles à capter en centre de tri et à recycler ».
De plus, cet emballage fait partie des déchets alimentaires les plus répandus dans les pays où le Capri-Sun est distribué, par exemple aux États-Unis où le Conseil de Défense pour les Ressources Naturelles évalue à 1,4 milliard le nombre annuel des poches multi-couches de la marque laissées au sol.
Une campagne citoyenne a été lancée via la plate-forme I-boycott en février 2019. En août 2020, près de 3500 personnes avaient rejoint l'opération Capri Sun et le péril plastique, qui invite l'entreprise à supprimer la paille et rendre l'emballage biodégradable ou échangeable contre une consigne.